# Pável Shtérnberg
Pável Kárlovich Shtérnberg (en ruso: Па́вел Ка́рлович Ште́рнберг) (Oriol, 1865 — Moscú, 1920) fue un astrónomo ruso, activo revolucionario y miembro del bolchevique Partido Obrero Socialdemócrata de Rusia desde 1905. Elegido diputado de la Duma de Moscú, intervino en la Guerra Civil Rusa.
Su apellido, de origen alemán, puede encontrarse transcrito también como Sternberg y como Shternberg. Durante su etapa de actividad clandestina utilizó los apodos de "Luna", "Vladímir", "Eros" y "Garibaldi".
El Instituto Astronómico Sternberg, principal institución rusa de formación astronómica, lleva este nombre en su memoria. 

## Biografía
Shtérnberg nació en la ciudad de Oriol, en el seno de una familia proletaria de origen alemán. Su padre, Karl A. Shtérnberg, procedente del Ducado de Brunswick, se ganaba la vida como mercader.
En 1883, Shtérnberg se graduó en el instituto de su ciudad natal, y ese mismo año se matriculó en la Universidad de Moscú para estudiar física-matemática, convirtiéndose en uno de los mejores discípulos del ilustre astrónomo Fiódor Bredijin.
En 1887 fue galardonado con la Medalla de Oro de la Facultad para estudiantes por su trabajo científico sobre la "Duración de la rotación de la mancha roja de Júpiter". En mayo de ese mismo año se graduó en la Universidad de Moscú.
Acto seguido participó en la expedición organizada por el Observatorio de Moscú a Yúrievets para la observación del eclipse total de Sol del 19 de agosto de 1887. El eclipse también fue observado entre otros por Aristarj Belopolski y por Hermann Carl Vogel desde Potsdam.

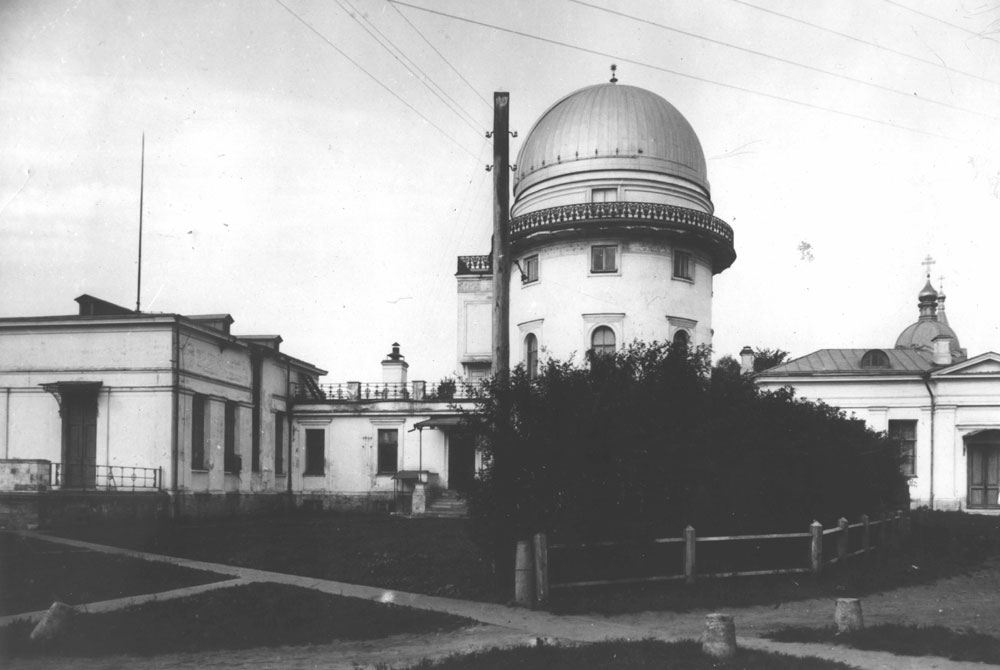
Antiguo Observatorio de Moscú, en la zona de Krasnoprésnenskaia (1900)

En marzo de 1888, fue nombrado asistente del Observatorio Astronómico, preparándose para el grado de profesor de la Universidad, que obtuvo en 1890. En el mismo año fue nombrado astrónomo observador en el Antiguo Observatorio de Moscú, y entre 1899 y 1900 presidió la Comisión para la Elaboración de un Programa de Astronomía para la Enseñanza Secundaria.
En 1908 fue elegido vocal por el Partido Bolchevique en las elecciones al Consejo Municipal de Moscú.
En 1913 doctoró en astronomía, defendiendo la tesis "Algunas aplicaciones de la fotografía a la medición exacta en Astronomía". Obtuvo el cargo de profesor supernumerario de la Universidad de Moscú en 1914 y el de profesor emérito en 1915, pasando a ser director del Observatorio en 1916. Fue elegido profesor titular de astronomía de la Universidad de Moscú en enero de 1917.

### Actividad clandestina (1905-1908)
Después de los sucesos revolucionarios de 1905, Shtérnberg se afilió en secreto al POSDR (b) y se involucró en la lucha clandestina, participando desde la oficina del Comité de Moscú del partido en los aspectos técnico-militares de la preparación de una insurrección armada.
Sin embargo, en los días del levantamiento en Moscú, estaba de viaje de negocios en el extranjero y regresó solo a principios de 1906, después de la represión de la rebelión. A su regreso se involucró de nuevo en el trabajo de la organización bolchevique.
Permaneciendo como astrónomo del observatorio, Shtérnberg cumplía las misiones que le eran asignadas por el partido. Así, se le pidió que ocultase las armas que no fueron incautadas después de la insurrección, que durante un tiempo estuvieron escondidas en el observatorio.
En la segunda mitad de 1906, el POSDR (b) le encomendó redactar un plan estratégico para la toma de Moscú en el caso de una nueva insurrección armada, así como la formación de oficiales para dirigir los enfrentamientos de las unidades de trabajadores durante el levantamiento. En 1907 ya se disponía de un atrevido plan para la toma de Moscú.

### Revolucionario en 1917
En la reunión de marzo del comité de Moscú del Partido de los Bolcheviques, se presentó una propuesta acerca de la creación de unas fuerzas armadas revolucionarias.
El 3 (16 gregoriano) de abril de 1917, Shtérnberg estuvo presente en el homenaje de bienvenida a Rusia tributado a Lenin en la Estación de la línea de Finlandia de Petrogrado, organizado por el Sóviet de la ciudad, y fue testigo directo de su célebre discurso. Desde allí se dirigió al Primer Congreso Ruso de Astronomía, en el que fue elegido presidente.
En el mes de abril, durante una reunión ordinaria del Comité de Moscú, presentó un informe sobre "La policía". Entre otros, asistieron al congreso Félix Dzerzhinski, Grigori Usiévich y Rozalia Zemliachka. En realidad, se trataba de la organización de la Guardia Roja, formada por trabajadores armados de Moscú.
El plan de acción de Moscú, que estaba escondido en el cañón del telescopio refractor, fue copiado y distribuido por el Comité del Partido Bolchevique a todas las células revolucionarias de distrito de la ciudad.

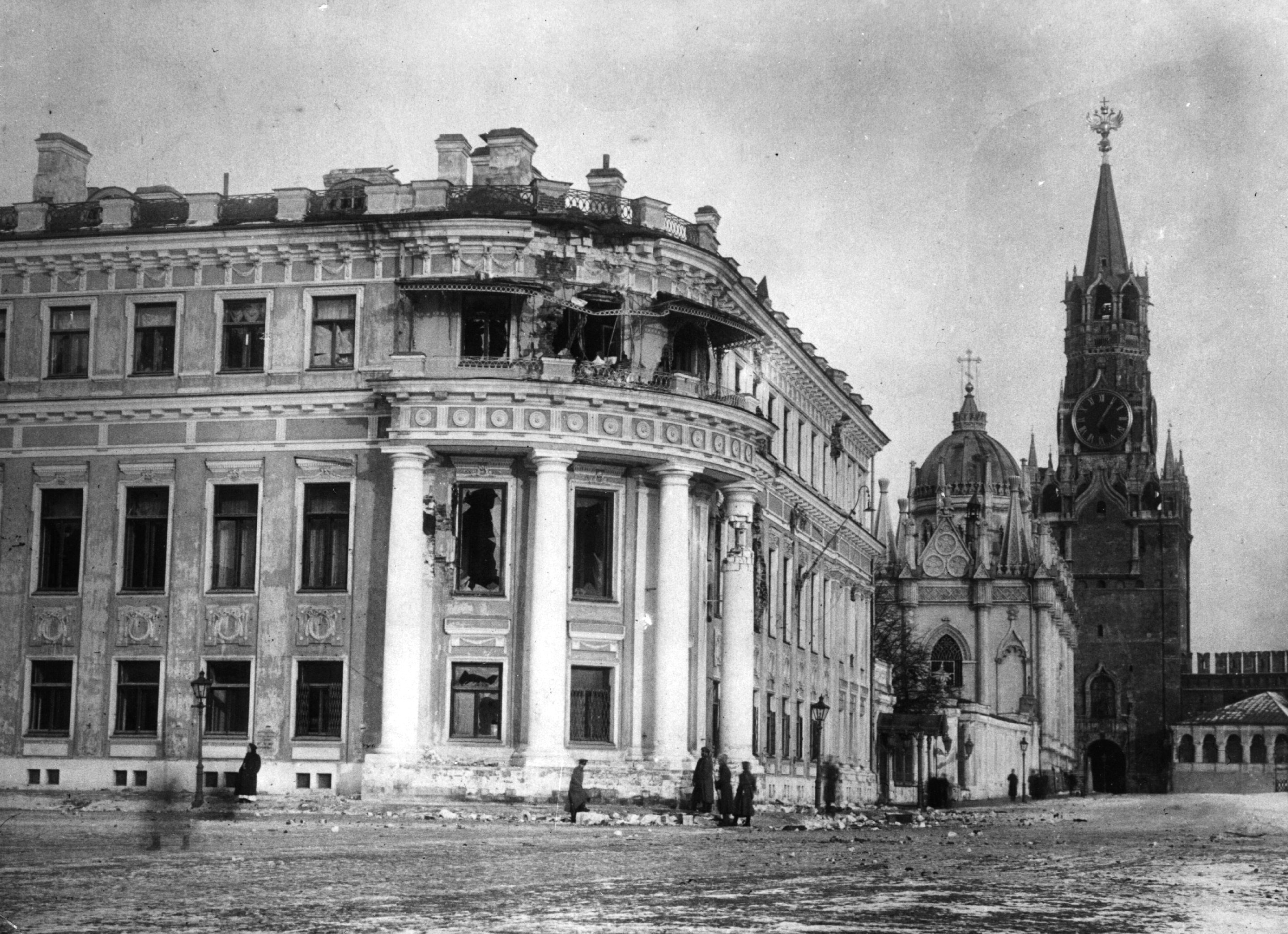
El Pequeño Palacio Nicolás junto al Kremlin, dañado por el fuego de artillería durante la revolución de octubre.

En palabras de Yan Peche, ya en julio se estableció un cuartel general operativo de la Guardia Roja para la preparación de la insurrección. En este cuartel general se llevaba un gran trabajo de elaboración del plan estratégico de la rebelión. Shtérnberg entregó al mando de la Guardia Roja mapas de la ciudad de Moscú que tenía escondidos en un archivo subterráneo.
A finales de octubre de 1917, en los días previos a la insurrección en Moscú, fue seleccionado por el comité bolchevique de la ciudad para capitanear la insurrección en el distrito de Zamoskvoretski, uno de los barrios con mayor población proletaria, y desde donde iba a comenzar el bombardeo del Kremlin de Moscú. Por iniciativa de Shtérnberg y bajo su dirección, se realizaron los citados ataques de artillería contra el Kremlin, uno de los puntos clave para el triunfo de la insurrección en la ciudad.
En noviembre de 1917, fue nombrado Alto Comisionado Militar de la Provincia de Moscú.

### Después de la revolución (1918-1920)
En enero de 1918, siendo comisario y profesor de los Cursos de Educación Superior para Mujeres, Shtérnberg defendió el Museo Darwin de Moscú, garantizando la preservación de sus colecciones por "representar un gran valor científico".
En marzo de 1918 fue nombrado al mismo tiempo miembro del Comisariado Popular de Educación y Jefe del Departamento de Educación Terciaria. En julio de 1918 participó en la preparación y realización de la Reunión de Personalidades de las Universidades sobre la Reforma de la Educación Terciaria.
Tras agravarse la situación en la Guerra civil rusa, en septiembre de 1918 fue enviado al frente, tras ser nombrado miembro del Consejo Militar Revolucionario y Comisario Político del Segundo Ejército del Frente del Este. Su permanencia en el frente de batalla mermó severamente su salud, lo que suscitó la preocupación en persona de León Trotski, quien en la reunión del Comité Ejecutivo del 18 de abril de 1919, planteó una pregunta sobre la cuestión de conceder a Shtérnberg un período de descanso en el sur.
En septiembre de 1919 volvió a integrarse en el Consejo Militar Revolucionario del Frente del Este. En noviembre y diciembre de 1919 tomó parte en la dirección de las operaciones militares de los cuerpos 3º y 5º del Ejército Rojo en el dominio de Omsk.
Stérnberg cayó gravemente enfermo al cruzar el río Irtish. Fue trasladado a Moscú, donde murió en la noche del 31 de enero al 1 de febrero de 1920.
Fue enterrado en el cementerio Vagánkovo de Moscú.

## Trabajos científicos
Sus principales artículos se centraron en el estudio del movimiento de rotación de la Tierra, en la astronomía fotográfica, y en la gravimetría. Por su determinación gravimétrica de una serie de puntos de la parte europea de Rusia con el péndulo Repsold, recibió la medalla de la Sociedad Geográfica Rusa. Entre los años 1892 y 1903 realizó una investigación de base sobre "La latitud del Observatorio de Moscú en relación con el movimiento de los polos".
Fue un pionero en la observación fotográfica de estrellas dobles con el propósito de obtener mediciones precisas de la situación relativa de cada par de estrellas. Los cientos de fotografías de estrellas dobles y otros objetos astronómicos que realizó han servido posteriormente como un excelente material para investigaciones especiales.

## Familia
Su esposa Varvara Yákovleva (1884-1941), fue una importante figura revolucionaria del Estado Soviético.

## Reconocimientos
- Desde 1931 el Instituto Astronómico Shtérnberg de la Universidad Estatal de Moscú lleva este nombre en su memoria.
- El cráter lunar Shtérnberg[12] y el asteroide (995) Sternberga,[13] descubierto en 1923, también conmemoran su nombre.
- Una calle lleva el nombre de Shtérnberg en su ciudad natal de Oriol.